# نهر ساكو
نهر ساكو هو نهر يقع في شمال شرق نيو هامبشاير وجنوب غرب ولاية مين في الولايات المتحدة. تستنزف مساحة ريفية تبلغ 1,703 ميل مربع (4,410 كـم2) من الغابات والأراضي الزراعية غرب وجنوب غرب بورتلاند، تصب في المحيط الأطلسي في خليج ساكو 136 ميل (219 كـم) من مصدره. توفر مياه الشرب لحوالي 250000 شخص في 35 بلدة وتاريخياً قدمت وسائل النقل والطاقة المائية لتشجيع تطوير مدينتي بيدفورد وساكو وبلدتي فريبورغ وحيرام. يأتي اسم ساكو من كلمة أبيناكي الشرقية سوكوهكي والتي تعني الأرض التي يخرج منها النهر. الوثائق الإثنوغرافية من القرن السابع عشر تشير إلى النهر باسم Chouacoet.